# کلایو منتل
کلایو مَـنتل (انگلیسی: Clive Mantle؛ زادهٔ ۳ ژوئن ۱۹۵۷) بازیگر اهل بریتانیا است. وی از سال ۱۹۸۰ میلادی تاکنون مشغول فعالیت بوده‌است.
از فیلم‌ها یا برنامه‌های تلویزیونی که وی در آن نقش داشته‌است می‌توان به بیگانه ۳، سوپرمن ۴: در جستجوی صلح، شرلوک، بازی تاج‌وتخت، تلفات، شهر هالبی، رابین از شروود و شکارچی سفید، قلب سیاه اشاره کرد.